# River Tilt
River Tilt är ett vattendrag i Storbritannien.   Det ligger i kommunen Perth and Kinross och riksdelen Skottland, i den norra delen av landet. River Tilt mynnar vid Blair Atholl i River Garry.